# Birnbaum (obszar wolny administracyjnie)
Birnbaum – obszar wolny administracyjnie (gemeindefreies Gebiet) w Niemczech w kraju związkowym Bawaria, w rejencji Górna Frankonia, w regionie Oberfranken-West, w powiecie Kronach. Obszar jest niezamieszkany.